# دور نشر الكرتون
يُعد ناشرو الورق الكرتوني المقوى (بالإسبانية: Editoriales cartoneras)‏ حركة اجتماعية وسياسية وفنية داخل بعض دور النشر، حيث تعتبره بديلًا لتنوع موضوعاته واستخدام مواده في النشر. يُعتقد أنهم ظهروا في عام 2003 مع ظهور إلويوسا كارتونيرا في بوينس آيرس، وتوسعوا تدريجيًا في شتى أنحاء أمريكا اللاتينية. وقد أسسها كل من واشنطن كوكورتو، وخابيير باريلارو، وفيرناندا لاجونا استجابةً للأزمة الاقتصادية التي ضربت الأرجنيتن عام 2001، والتي انخفض خلالها البيزو الأرجنتيني إلى ثلث قيمته. ومع ذلك، فإن هناك بعض الأدلة المُوثقة على وجود ما لا يقل عن داري نشر في فنزويلا كانت تعملان بالفعل مع هذا النوع من المواد الكرتونية في العقود السابقة: حيث ظهرت كل من لا إسبادا روتا أو السيف المكسور في كاراكس والمجموعات السرية، والتي كانت تعمل من ماراكايبو. بدأ كلاهما مهامهما في نهاية السبعينيات وخلال الثمانينيات والتسعينيات من القرن العشرين. وتُعد سوليدومبري أو العزلة عام 1978 للشاعر الفنزولي تشيبيخي جوايكي واحدة من أقدم عناوين الكرتون المُسجلة.